# Allophryne relicta
Allophryne relicta (Caramaschi, Orrico, Faivovich, Dias, and Solé, 2013) è un anfibio anuro appartenente alla famiglia degli Allophrynidae.

## Descrizione
Presenta un corpo di lunghezza media con maschi che misurano da 19.9 a 21.9 mm. La testa è grande con occhi grandi, rosso-arancio, con l'iride nera trasversale. Il dorso va dal color crema al giallo con quantità variabili di macchie marroni. 

## Distribuzione e habitat
Endemico del Brasile  .